# Косинін Іван Федорович
Косинін (Косинин) Іван Федорович (8 листопада 1883, за іншими даними 8 березня 1884 — 2 квітня 1959) — скрипаль-віртуоз, композитор, художник-графік.

## Біографія
Народився у Львові. Батько був онімеченим сербом, мати — українкою, обидва працювали в аптеці Міколяша («Під золотою зіркою») в однойменному пасажі. Себе вважав українцем. З дитинства виявив музичний талант. Як згадував у Мемуарах, його батько працював у львівській «Бесіді», а потім листоношею в «Просвіті», брат Орест видавав українську періодику в Чикаґо, сестра Марія працювала в страховій компанії «Дністер». Також, якщо вірити Мемуарам, Іван у 15-річному віці вперше побував у Відні, наступного року з Відня виїхав до Риму, у 1900 — до Петербурга, Варшави, Берліна, Гамбурга, звідки виїхав до Америки й Канади. Петро Карманський у книзі «Українська богема» (1936) згадував: «що він не мав шкільної освіти, а добував її, як поденний робітник у Канаді, що про його родинну мораль ходили не найліпші слухи»
Як виглядає, на Заході Іван зумів здобути музичну освіту і заробляв на життя як скрипаль-віртуоз. Твердження, що упродовж 1890—1905 рр. отримав музичну освіту у професора Львівської консерваторії А. Вольстафа, у Варшавській консерваторії і приватно в Італії, Франції та Бельгії у всесвітньо відомих педагогів професора Хейо та скрипаля Арлютті, вочевидь слід сприймати критично.
Успішно виступав з концертами і як вуличний музикант у країнах Західної Європи, США, Канаді, в Азії, Африці, Південній Америці. У 1904 р. канадська газета «Телеграм» (м. Вінніпег) зі захопленням писала про виконавську майстерність молодого скрипаля: «…він приголомшує незатертими імпресіями, немов дорогоцінними діамантами всякого слухача без різниці віку».
Брюсельський часопис від імени товариства «Cerde Lyrigne et Dramatigue Euterpe ode Bruxelles» за 10 жовтня 1905 р.:
|  | "Пан Косинін виконав свої два твори "Танець чарівниць" і "Русалки". Оригінальна індивідуальність, природний і незвичайно рухливий темперамент інспірували ці дві фантастичні креації. Пан Косинін є першорядним віртуозом. Його скрипка без акомпаніменту заступає цілий оркестр, виспівуючи глибини артистичної душі. Годиться додати, що успіх пана Косиніна наблизився до тріумфів, що припадають лише найбільшим артистам. Його ім'я лишиться назавжди в пам'яті". |

Міг бути автором музичних творів за мотивами індійських мелодій та американського фольклору, які пропали у 1917 р. під час його перебування у Москві.
Перебуваючи на Заході, зазнав професійної хвороби рук, через що не міг продовжувати кар'єру скрипаля. За допомогою брата Ореста опанував графічну техніку і заробляв на життя як ілюстратор українських періодичних видань. Інформація про навчання в Інституті образотворчого мистецтва в Римі (1899) чи Школі рисунку (1901–03), як і те, що вже у 1899 створив театральні декорації для Українського Народного дому в Бережанах, можливо теж не відповідає дійсності. Хоча міг у 1905 у Парижі ілюструвати часопис «Journal de la Mode», а в 1909 подорожувати як художник у складі нідерландської наукової експедиції В. Буйгушева по Індії та Малайзії.
Десь у 1911 повернувся до Львова як модний художник в дусі сецесії. Ілюстрував львівські часописи «Дзвінок» (1909?–11), «Неділя» (1911), «Діло» (1911), «Свобода» (1911), «Ілюстрована Україна» (1913), львівське видання «Кобзар: Нотний збірник» (1911), Був близький до літературного угрупування «Молода Муза». У 1912—1914 працював ілюстратором календарів товариства «Просвіта». У 1913 оформив поетичну книжку Василя Пачовського «Ладі й Марені терновий огонь мій». З того періоду відомі репродукції його рисунків на поштівках 1911–14 рр. Утім поступово скотився на марґінес.

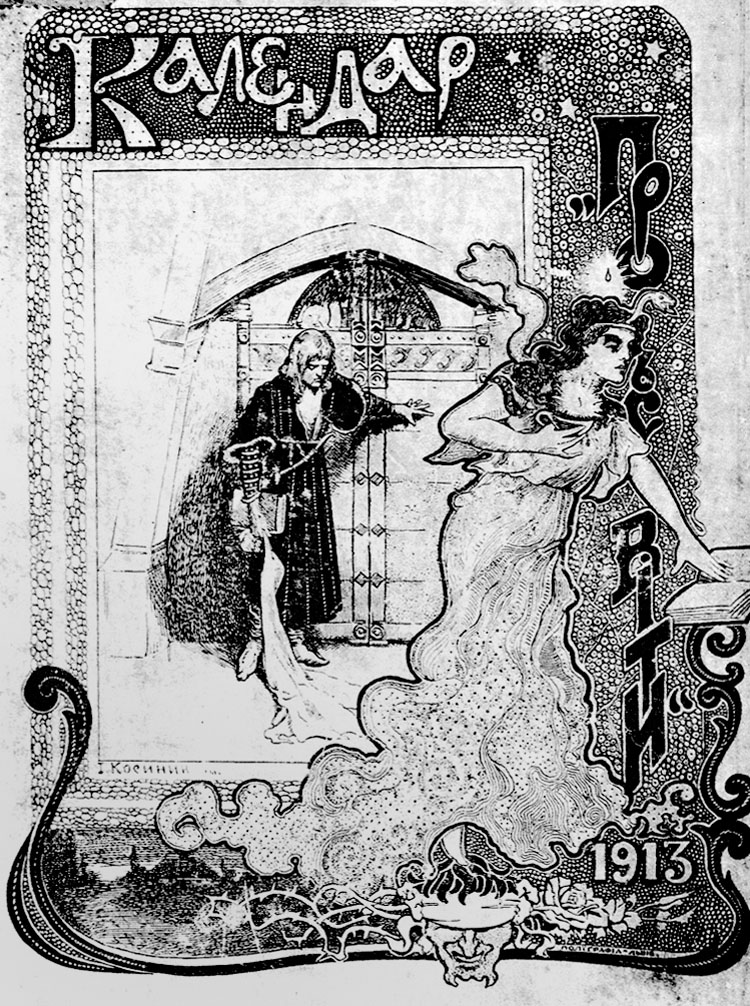
Обкладинка календаря І. Косинін

З першою окупацією Львова росіянами Косинина вивезли в 1915 до Росії. Перебував у Томську, звідки після Лютневої революції через Москву прибув до Києва. Там, здається, пробував виступати як вуличний музикант, про що у 1918 написав вірша юний Максим Рильський. Співпрацював із Київським театром оперети. Можливо й викладав у школі Глієра в Києві.
У 1919, як згадував той же Петро Карманський, видавав себе за депутата Національної Ради у Станиславові, дипломата, графа і що має зв'язки із Миколою фон Васильком. Хоча можливо, завдяки знанню іноземних мов, справді працював діловодом у Міністерстві закордонних справ УНР.
Працював у Музичному інституті ім. М. Лисенка у Львові (1920—21), у музичній школі ім. Шопена в Ярославі (1921).
У 1928—1930 проживав в Арґентині.
Повернувшись до Львова, проживав у квартирі молодшої сестри Марії на вулиці Сенаторській,4. У 1930–39 був помічником З. Балька під час виконання декорацій для Львівського Великого міського театру.
За Других Совітів виконав ескізи розписів інтер'єрів у Львівському університеті («Історичний факультет» (1944), «Фізико-математичний факультет» (1945)), викладав у Львівській дитячій музичній школі.
Писав оповідання, новели, драматичні твори (п'єса «Іванко»), Мемуари (писав у 1943—1944 на замовлення українського видавництва у Кракові), переклав книгу «Життя і творчість Страдіваріуса».
Остання адреса — Карпатенштрассе,8/2, куди в 1941 за нацистського режиму змушені були переселитися зі Сенаторської. Там і помер тихо і непомітно у 1959 р. Похований на полі № 2 Личаківського кладовища повністю забутим.
Його графічний портрет виконав у 1956 львівський художник Веніамін Сіпер.
Художні роботи Івана Косинина зберігаються у Національному музеї, Галереї мистецтв у Львові.